# Onthophagus minax
Onthophagus minax là một loài bọ cánh cứng trong họ Bọ hung (Scarabaeidae).